# Patrick Devedjian
Patrick Devedjian (Fontainebleau, 26 de agosto de 1944 — Antony, 29 de março de 2020) foi um político frances, ex-ministro de Jacques Chirac entre 2002 e 2005 e de Nicolas Sarkozy entre 2008 e 2010.

## Biografia
Morreu em 29 de março de 2020, vítima do COVID-19.